# زندان اشپانداو

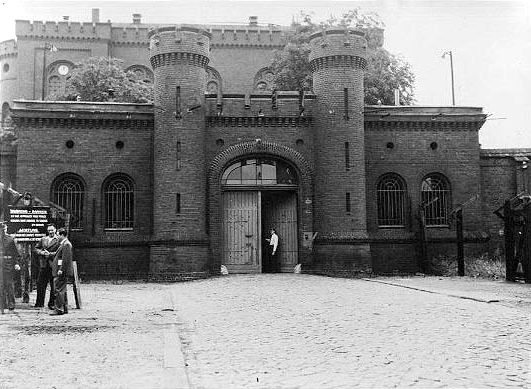
زندان اشپانداو در ۱۹۵۱.

زندان اشپانداو زندانی در بخش اشپانداو در غرب برلین بود که در ۱۸۷۶ ساخته و در ۱۹۸۷ پس از مرگ رودلف هس، آخرین زندانی آن برای پیشگیری از تبدیل شدن به بارگاهی نئونازی تخریب شد.

## زندانیان نازی
| نام                  | № | مدت     | آزادی یا مرگ    | توضیحات         | زاده            | درگذشته        | سن     |
| -------------------- | - | ------- | --------------- | --------------- | --------------- | -------------- | ------ |
| کنستانتین فون نویرات | ۳ | ۱۵ سال  | ۶ نوامبر ۱۹۵۴   | زودتر آزاد شد   | ۲ فوریه ۱۸۷۳    | ۱۴ اوت ۱۹۵۶    | ۸۳ سال |
| اریش ردر             | ۲ | حبس ابد | ۲۶ سپتامبر ۱۹۵۵ | زودتر آزاد شد   | ۲۴ آوریل ۱۸۷۶   | ۶ نوامبر ۱۹۶۰  | ۸۴ سال |
| کارل دونیتس          | ۴ | ۱۰ سال  | ۳۰ سپتامبر ۱۹۵۶ |                 | ۱۶ سپتامبر ۱۸۹۱ | ۲۴ دسامبر ۱۹۸۰ | ۸۹ سال |
| والتر فونک           | ۶ | حبس ابد | ۱۶ مه ۱۹۵۷      | زودتر آزاد شد   | ۱۸ اوت ۱۸۹۰     | ۳۱ مه ۱۹۶۰     | ۶۹ سال |
| آلبرت اشپر           | ۵ | ۲۰ سال  | ۳۰ سپتامبر ۱۹۶۶ |                 | ۱۹ مارس ۱۹۰۵    | ۱ سپتامبر ۱۹۸۱ | ۷۶ سال |
| بالدور فن شیراخ      | ۱ | ۲۰ سال  | ۳۰ سپتامبر ۱۹۶۶ |                 | ۹ مه ۱۹۰۷       | ۸ اوت ۱۹۷۴     | ۶۷ سال |
| رودلف هس             | ۷ | حبس ابد | ۱۷ اوت ۱۹۸۷     | در زندان درگذشت | ۲۶ آوریل ۱۸۹۴   | ۱۷ اوت ۱۹۸۷    | ۹۳ سال |